# Birinci Çaylı
Birinci Çaylı (ryska: Чайлы) är en ort i Azerbajdzjan.   Den ligger i distriktet Şamaxı, i den östra delen av landet, 100 kilometer väster om huvudstaden Baku. Birinci Çaylı ligger 721 meter över havet och antalet invånare är 1 686.
Terrängen runt Birinci Çaylı är huvudsakligen kuperad. Birinci Çaylı ligger uppe på en höjd. Närmaste större samhälle är Shamakhi, 19,1 kilometer norr om Birinci Çaylı. 
Trakten runt Birinci Çaylı består till största delen av jordbruksmark. Runt Birinci Çaylı är det ganska glesbefolkat, med 31 invånare per kvadratkilometer.